# Picture-in-picture
Картинка в картинці (англ. Picture in Picture, PiP) — технологія, вживана в телебаченні (телевізорах), при якій на екрані відображається, як основне, зображення якогось каналу на весь екран  і зображення іншого каналу, в кутку основного зображення, яке займає приблизно восьму частину екрана.
Таке відображення двох каналів одночасно дає можливість, не перемикаючи канали, дивлячись один з них, стежити за ефіром другого (наприклад під час реклами).
Також, в деяких моделях телевізорів, звуковий супровід каналу, який відображається на весь екран, виводиться на акустичні системи телевізора, а другого каналу — на навушники. Це дає можливість дивитися на екрані одного телевізора  відразу дві передачі, двом глядачам.
Для того, щоб дивитися одночасно дві телевізійні програми, потрібен зовнішній тюнер або супутниковий ресивер. У разі ресивера в основному вікні можна дивитися ТБ, а в додатковому супутникову програму. Або навпаки. Простіша ситуація в дорогих телевізорах, в яких встановлені пара тюнерів, які здатні приймати декілька сигналів і транслювати кілька каналів на одному екрані одночасно. У цьому випадку додаткових вікон буде декілька.

## Picture outside Picture
Це оригінальна назва функції «картинка поза картинкою» (іноді використовується скорочене позначення PoP). При використанні даної технології на екран виводиться основне зображення (у форматі 4:3), а у вільній зоні дисплея замість чорного екрану виводиться додаткове віконце (або декілька) в якому транслюється інший телевізійний канал (або декілька).

## Picture and Picture, PaP
Дана технологія розділяє дисплей на пару рівних частин, в кожній з яких виводиться зображення окремого каналу. Ця функція часто застосовується в широкоформатних моделях.